# Kompleks męczennika
Kompleks męczennika (ang. martyr complex) – w psychologii osoba, która ma kompleks męczeński, czasami nazywany również kompleksem ofiary, pragnie poczuć się męczennikiem dla własnego dobra, szukając cierpienia lub prześladowań, ponieważ albo odczuwa taką potrzebę psychiczną, albo chce uniknąć odpowiedzialności. Czasami używa się go również jako terminu gaslighting, aby przerzucić winę na ofiarę (wtenczas już nie ofiarę, ale męczennika). W niektórych przypadkach wynika to z przekonania, że męczennik został wytypowany do prześladowań ze względu na wyjątkowe zdolności lub uczciwość.
Teolog Paul Johnson uważa takie przekonania za przedmiot troski o zdrowie psychiczne kleru. Inne kompleksy męczenników wiążą się z umyślnym cierpieniem w imię miłości lub obowiązku. Zaobserwowano to u kobiet, zwłaszcza w rodzinach zubożałych, a także w związkach gdzie kobieta jest współuzależniona lub stosowane są wobec niej nadużyć.
Psychiatra Antoni Kępiński zwraca uwagę, że pragnienie męczeństwa może być jednym z objawów schizofrenii.

Światu grozi zagłada – chory chce ludzkość ostrzec, poświęcić się dla niej; heroiczny czyn może uchronić przed katastrofą. Chce cierpieć, być męczennikiem. Zadaje sobie dotkliwe rany, kaleczy swe ciało. Wkłada rękę do ognia, bo od tego, czy ból wytrzyma, zależy w jego mniemaniu ratunek ludzkości. Odcina palec, ucho, penis na znak ofiary dla wyższego celu. Wstrzymuje się od przyjmowania pokarmów, by oczyszczając swe ciało, oczyścić ludzkość na przyjście innego, nowego świata.

Pragnienie męczeństwa jest czasami uważane za formę masochizmu. Allan Berger określił je jednak jako jeden z kilku wzorców zachowań poszukujących bólu/cierpienia, w tym ascezy i pokuty.